# 孙经先
孙经先（1948年1月—），中国数学家，现任江苏师范大学数学学院特聘教授，山东大学兼职教授、博士生导师，华东石油大学兼职教授，全国非线性泛函分析学术会议联络组成员。

## 个人经历
1981年获理学硕士学位
1984年获理学博士学位
1992年起享受中华人民共和国国务院颁发的政府特殊津贴
1995年起任博士生导师

## 荣誉奖项
1988年获中华人民共和国国家教委科技进步二等奖
1992年获中华人民共和国国家优秀图书一等奖
1993年获中华人民共和国国家教委科技进步二等奖、中国山东省科技进步二等奖
1998年获中华人民共和国国家教委科技进步二等奖、中国山东省科技进步一等奖
2008年获中华人民共和国2007年度国家教育部自然科学奖学金二等奖

## 相关著作
《非线性泛函分析及其应用》
《变分方法与反向上下解》
《非线性常微分方程泛函方法》
《抽象空间常微分方程》
《非线性泛函分析及其应用》

## 三年困難時期觀點
孫經先在2013年開始在《中国社会科学报》上發表文章，質疑杨继绳《墓碑》等書關於三年困難時期非正常死亡人數達三千萬人的説法，并同杨继绳、曹树基、洪振快、蒋正华等人发生了激烈的辩论。2020年，孙经先称其论敌均已采用“鸵鸟战术”，不回应质疑或是退出争论，可证“饿死三千万”一说的虚假。
- 《关于我国 20 世纪60 年代人口变动问题的研究》2011年第6期《马克思主义研究》。论文分为九点论述
- 《还历史以真相》（关于我国20 世纪60 年代人口变动问题的研究报告）(初稿，征求意见稿)2011 年1 月——2012 年3 月。分为三篇：
  - 第一篇 以户籍历史数据证明人口异常变化的真正原因（第一至五章）
  - 第二篇 逐家批驳蒋正华、科尔、王维志、杨继绳、金辉、曹树基的错误（第二至九章）
  - 第三篇 重点批驳杨继绳的《墓碑》错误（（第十章））